# Jordbävningen i Montana 1925
Jordbävningen i Montana 1925 (Clarkston Valley) inträffade klockan 17:21:12 MDT den 27 juni 1925 i Montana, med epicentret beläget nära Townsend. Jordbävningen hade en magnitud på 6,9 i Momentmagnitudskalan. En maximal intensitet av IX (våldsam) observerades. Allvarliga skador rapporterades nära epicentret. 3 timmar efter storskalvet registrerades ett kraftigt efterskalv med okänd magnitud som också orsakade skador.

## Tektoniskmiljö
Epicentrumområdet, Clarkston Valley, är en dal omgiven av berg av kraftigt veckade mesozoiska berg och äldre berg och med tertiära sjöbottnar och nyare alluvium. Fysiografiska bevis tyder på att Clarkston Valley är en strukturell fördjupning i öster som beror på en förkastning efter miocenåldern. Förmodligen var ursprunget till jordbävningen en förkastning på ett avsevärt djup under ytan. I närheten av Deer Lodge kartläggs flera förkastningar, av till synes liten omfattning, av geologerna från Anaconda Copper Mining. Förkastningarnas ålder och förskjutning är inte kända.

## Jordbävning
Jordbävningen inträffade på kvällen i Montana lokal tid med epicentret beläget precis nära Townsend. Jordbävningen hade en intensitet på IX (våldsam) enligt Mercalliskalan, och kändes i Oregon, Idaho, Wyoming, Washington i USA och British Columbia, Saskatchewan och Alberta i Kanada. Trots intensiteten inträffade inga dödsfall eftersom området då var glest befolkat och egendomsskadorna översteg inte 150 000 USD.

## Skador

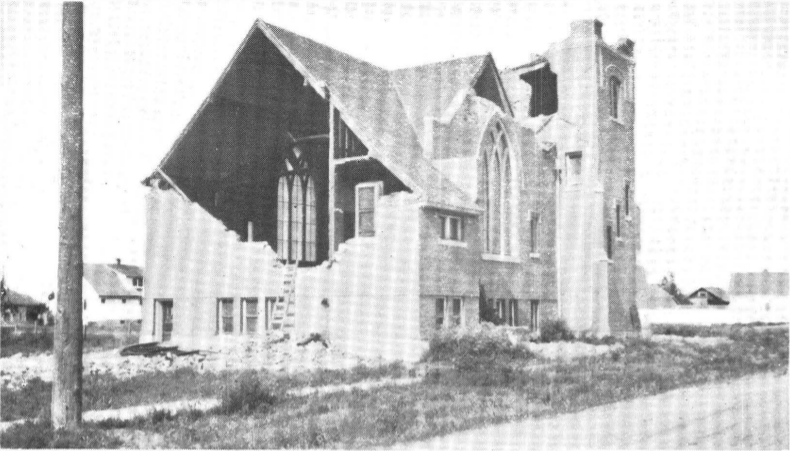
En skadad kyrka i Three Forks, Montana efter jordbävningen.

En skola på Manhattan skadades så att den inte gick att reparera, liksom andra skolor i Willow Creek, Bozeman och Radersburg skadades allvarligt, tillsammans med många tegel-, sten- och betongbyggnader inklusive en kyrka i Three Forks, Logan och ett domstolshus i White Sulphur Springs, Montana. Många byggnader skadades, trottoarer hade spruckit, fönster hade krossads och skorstenar hade störtat ner som ett resultat av jordbävningen. Skakningarna utlöste jordskred längs Missourifloden så att järnvägstrafiken blockerades i flera veckor.
Även om det inte blev några dödsfall i jordbävningen, skadades minst två personer inklusive en kvinna som bröt benet när hon rusade ut ur sitt hem.